# Ungheria ai Giochi olimpici
L'Ungheria ha partecipato per la prima volta ai Giochi olimpici nel 1896.
Gli atleti ungheresi hanno vinto un totale di 512 medaglie ai Giochi olimpici estivi e 10 ai Giochi olimpici invernali.
Il Comitato Olimpico Ungherese fu creato e riconosciuto nel 1895.
L'Ungheria è la nazione non organizzatrice di Giochi Olimpici che ha vinto più medaglie.

## Medaglieri

### Medaglie ai giochi estivi
| Giochi                 | Oro                | Argento            | Bronzo             | Totale             |
| ---------------------- | ------------------ | ------------------ | ------------------ | ------------------ |
| 1896 Atene             | 2                  | 1                  | 3                  | 6                  |
| 1900 Parigi            | 1                  | 2                  | 2                  | 5                  |
| 1904 St. Louis         | 2                  | 1                  | 1                  | 4                  |
| 1908 Londra            | 3                  | 4                  | 2                  | 9                  |
| 1912 Stoccolma         | 3                  | 2                  | 3                  | 8                  |
| 1920 Anversa           | non ha partecipato | non ha partecipato | non ha partecipato | non ha partecipato |
| 1924 Parigi            | 2                  | 3                  | 4                  | 9                  |
| 1928 Amsterdam         | 4                  | 5                  | 0                  | 9                  |
| 1932 Los Angeles       | 6                  | 4                  | 5                  | 15                 |
| 1936 Berlino           | 10                 | 1                  | 5                  | 16                 |
| 1948 Londra            | 10                 | 5                  | 12                 | 27                 |
| 1952 Helsinki          | 16                 | 10                 | 16                 | 42                 |
| 1956 Melbourne         | 9                  | 10                 | 7                  | 26                 |
| 1960 Roma              | 6                  | 8                  | 7                  | 21                 |
| 1964 Tokyo             | 10                 | 7                  | 5                  | 22                 |
| 1968 Città del Messico | 10                 | 10                 | 12                 | 32                 |
| 1972 Monaco            | 6                  | 13                 | 16                 | 35                 |
| 1976 Montreal          | 4                  | 5                  | 13                 | 22                 |
| 1980 Mosca             | 7                  | 10                 | 15                 | 32                 |
| 1984 Los Angeles       | non ha partecipato | non ha partecipato | non ha partecipato | non ha partecipato |
| 1988 Seoul             | 11                 | 6                  | 6                  | 23                 |
| 1992 Barcellona        | 11                 | 12                 | 7                  | 30                 |
| 1996 Atlanta           | 7                  | 4                  | 10                 | 21                 |
| 2000 Sydney            | 8                  | 6                  | 3                  | 17                 |
| 2004 Atene             | 8                  | 6                  | 3                  | 17                 |
| 2008 Pechino           | 3                  | 6                  | 2                  | 11                 |
| 2012 Londra            | 8                  | 4                  | 6                  | 18                 |
| 2016 Rio               | 8                  | 3                  | 4                  | 15                 |
| 2020 Tokyo             | 6                  | 7                  | 7                  | 20                 |
| Totale                 | 181                | 155                | 176                | 512                |

### Olimpiadi invernali
| Giochi                      | Oro | Argento | Bronzo | Totale |
| --------------------------- | --- | ------- | ------ | ------ |
| 1924 Chamonix               | 0   | 0       | 0      | 0      |
| 1928 St. Moritz             | 0   | 0       | 0      | 0      |
| 1932 Lake Placid            | 0   | 0       | 1      | 1      |
| 1936 Garmisch-Partenkirchen | 0   | 0       | 1      | 1      |
| 1948 St. Moritz             | 0   | 1       | 0      | 1      |
| 1952 Oslo                   | 0   | 0       | 1      | 1      |
| 1956 Cortina d'Ampezzo      | 0   | 0       | 1      | 1      |
| 1960 Squaw Valley           | 0   | 0       | 0      | 0      |
| 1964 Innsbruck              | 0   | 0       | 0      | 0      |
| 1968 Grenoble               | 0   | 0       | 0      | 0      |
| 1972 Sapporo                | 0   | 0       | 0      | 0      |
| 1976 Innsbruck              | 0   | 0       | 0      | 0      |
| 1980 Lake Placid            | 0   | 1       | 0      | 1      |
| 1984 Sarajevo               | 0   | 0       | 0      | 0      |
| 1988 Calgary                | 0   | 0       | 0      | 0      |
| 1992 Albertville            | 0   | 0       | 0      | 0      |
| 1994 Lillehammer            | 0   | 0       | 0      | 0      |
| 1998 Nagano                 | 0   | 0       | 0      | 0      |
| 2002 Salt Lake City         | 0   | 0       | 0      | 0      |
| 2006 Torino                 | 0   | 0       | 0      | 0      |
| 2010 Vancouver              | 0   | 0       | 0      | 0      |
| 2014 Soči                   | 0   | 0       | 0      | 0      |
| 2018 Pyeongchang            | 1   | 0       | 0      | 1      |
| 2022 Pechino                | 1   | 0       | 2      | 3      |
| Totale                      | 2   | 2       | 6      | 10     |

## Medagliere per sport

### Sport estivi
| Sport              | Oro | Argento | Bronzo | Totale |
| ------------------ | --- | ------- | ------ | ------ |
| Scherma            | 38  | 24      | 28     | 90     |
| Nuoto              | 29  | 27      | 20     | 76     |
| Canoa/Kayak        | 28  | 31      | 27     | 86     |
| Lotta              | 20  | 17      | 19     | 56     |
| Ginnastica         | 15  | 11      | 14     | 40     |
| Atletica leggera   | 10  | 12      | 18     | 40     |
| Pugilato           | 10  | 2       | 8      | 20     |
| Pentathlon moderno | 9   | 8       | 6      | 23     |
| Pallanuoto         | 9   | 3       | 5      | 17     |
| Tiro a segno       | 7   | 3       | 7      | 17     |
| Calcio             | 3   | 1       | 1      | 5      |
| Sollevamento pesi  | 2   | 9       | 9      | 20     |
| Judo               | 1   | 3       | 6      | 10     |
| Canottaggio        | 0   | 1       | 2      | 3      |
| Pallamano          | 0   | 1       | 2      | 3      |
| Equitazione        | 0   | 0       | 1      | 1      |
| Vela               | 0   | 1       | 1      | 2      |
| Tennis             | 0   | 0       | 1      | 1      |
| Karate             | 0   | 0       | 1      | 1      |
| Totale             | 181 | 155     | 176    | 512    |

### Sport invernali
| Sport                 | Oro | Argento | Bronzo | Totale |
| --------------------- | --- | ------- | ------ | ------ |
| Short track           | 2   | 0       | 2      | 4      |
| Pattinaggio di figura | 0   | 2       | 4      | 6      |
| Totale                | 2   | 2       | 6      | 10     |